# Cessy-les-Bois
Cessy-les-Bois é uma comuna francesa na região administrativa de Borgonha-Franco-Condado, no departamento Nièvre. Estende-se por uma área de 18,83 km². Em 2010 a comuna tinha 105 habitantes (densidade: 5,6 hab./km²).